# Scopula sarfaitensis
Scopula sarfaitensis là một loài bướm đêm trong họ Geometridae.